# Elektroejakulacja
Elektroejakulacja – wywoływanie ejakulacji pod wpływem impulsów prądu elektrycznego. 
Metoda ta jest stosowana podczas pobieranie nasienia w razie niemożliwości wykonania przez samca skoku kopulacyjnego, np. w przypadku choroby kończyn (u buhajów i tryków) lub gdy samce trudno reagują na zabieg masowania (u drobiu). Elektroejakulacja polega na wprowadzeniu do prostnicy (u ssaków) lub kloaki (u ptaków) elektrody dwubiegunowej w kształcie walca podłączonej do elektroejakulatora. Po zastosowaniu odpowiedniego impulsu elektrycznego następuje wytrysk nasienia (ejakulacja). 
Procedura została przyjęta i zmodyfikowana jako technika wspomaganego rozrodu w zarządzaniu zagrożonymi gatunkami, aby zapewnić produkcję potomstwa z niekompatybilnych par zwierząt, w przypadku gdy sztuczne zapłodnienie jest możliwe.
Elektroejakulacja może być również stosowana do pośmiertnego pobierania nasienia u ludzi.